# Spatalla longifolia
Spatalla longifolia är en tvåhjärtbladig växtart som beskrevs av Richard Anthony Salisbury och Joseph Knight. Spatalla longifolia ingår i släktet Spatalla och familjen Proteaceae. Inga underarter finns listade i Catalogue of Life.